# Cândido Mendes de Almeida (filho)
Cândido Mendes de Almeida Filho, o primeiro conde de Mendes de Almeida, (Paraíba do Sul, 1866 – Rio de Janeiro, 1 de outubro de 1939) foi um jurista, professor e político brasileiro.
Fez seus primeiros estudos no Colégio Dom Pedro II e no Colégio São Luís Gonzaga, de Itu. Aos vinte anos formou-se pela Faculdade de Direito de São Paulo. Ingressou no Ministério Público, no Rio de Janeiro, então capital federal. Ao deixar esta função, dedicou-se à advocacia.
Lecionou Prática Forense na Faculdade de Ciências Sociais do Rio de Janeiro e, mais tarde, na Faculdade de Direito da Universidade do Brasil. Junto com seu irmão, o senador Fernando Mendes de Almeida foi diretor do Jornal do Brasil. Em 1902, fundou a Escola Técnica de Comércio Cândido Mendes, posteriormente chamada Universidade Cândido Mendes. Colaboraram neste empreendimento: seu irmão Fernando Mendes de Almeida, o visconde de Ouro Preto, Afonso Celso, Nerval de Gouveia e Conrado Niemeyer.
Foi o representante do Brasil em inúmeros congressos penitenciários internacionais, em Praga, Berlim, Copenhague e na Haia. Em 1905, em Londres, participou na Comissão Internacional Penal e Penitenciária. Também foi delegado do Brasil no quinto Congresso Internacional das Câmaras de Comércio, em Boston. Foi o criador do "Selo Penitenciário" e presidente do Conselho Penitenciário do Distrito Federal.

## Família
O primeiro conde de Mendes de Almeida era filho do senador Cândido Mendes de Almeida e de Rosalina Ribeiro Campos. Foi casado com Maria da Glória Carneiro Leão, condessa Mendes de Almeida, filha do barão de Santa Maria e neta do marquês de Paraná. O casal teve seis filhos: Cândido Mendes de Almeida Júnior (segundo conde Mendes de Almeida), Rosalina Mendes de Almeida Mota, Pedro Mendes de Almeida, Maria da Glória Mendes de Almeida dos Santos, Luís Mendes de Almeida e Henriqueta Mendes de Almeida Buarque de Macedo (casada com o filho do ministro Manuel Buarque de Macedo).

## Título nobiliárquico de conde Mendes de Almeida
Em homenagem a seu pai, que defendera o bispo Dom Vital de Oliveira, na Questão Religiosa, em 1874, e em reconhecimento de sua incansável defesa das causas da Igreja, o papa Leão XIII concedeu-lhe o título de conde da nobreza pontifícia.[carece de fontes?]